# Port lotniczy Poti Wschód
Port lotniczy Poti Wschód – mały port lotniczy położony w mieście Poti w Gruzji. 